# 17961 Mariagorodnitsky
17961 Mariagorodnitsky (1999 JB37) là một tiểu hành tinh vành đai chính được phát hiện ngày 10 tháng 5 năm 1999 bởi nhóm nghiên cứu tiểu hành tinh gần Trái Đất phòng thí nghiệm Lincoln ở Socorro.
This và 19 other asteroids were named after winners in the 2003 Giải thưởng Khoa học và Kỹ thuật Intel, the largest pre-college scientific research event in the world.